# Crooning

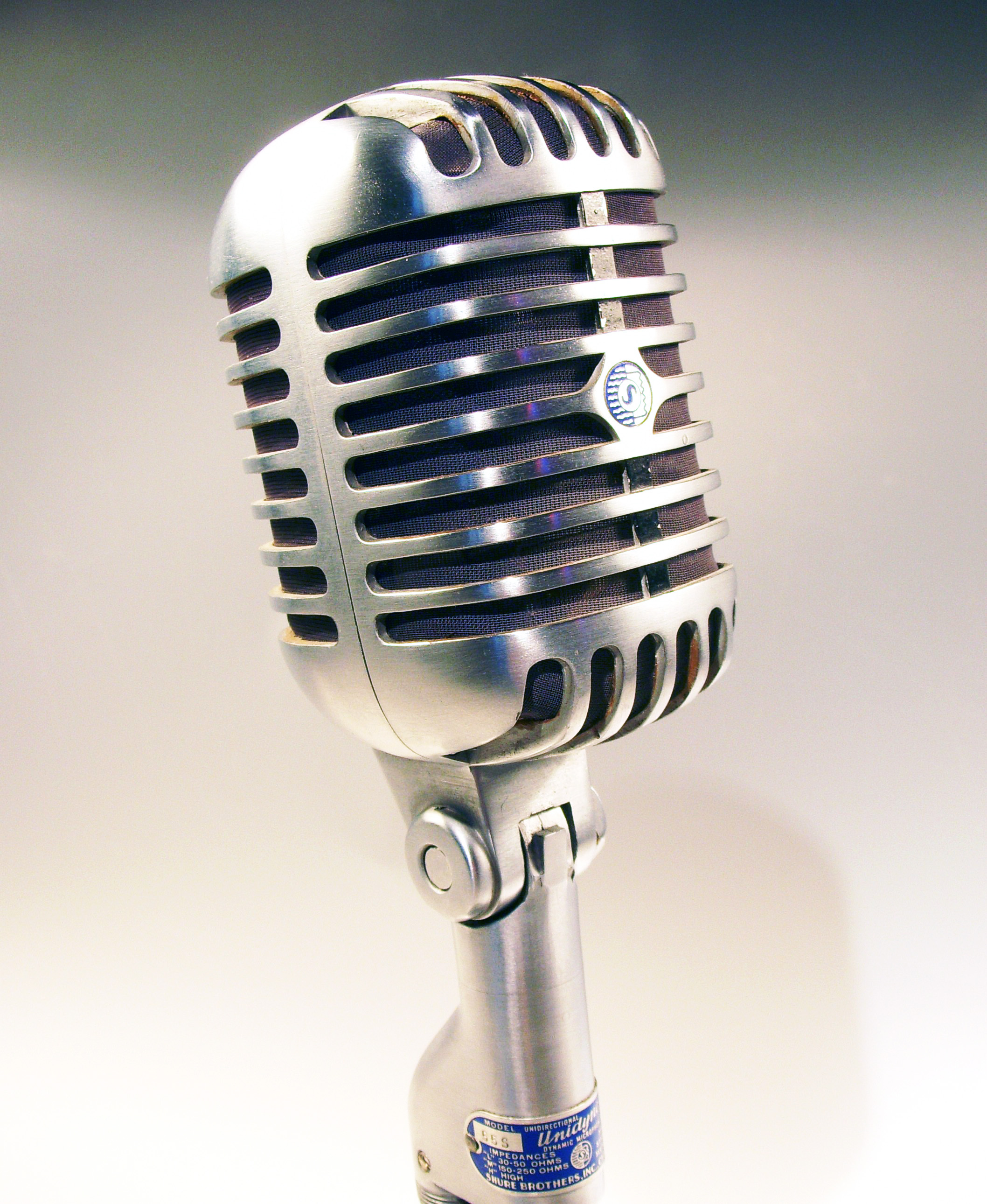
Der intime Gesangsstil des Croonings wurde durch die Erfindung sensibler Mikrofone ermöglicht.

Crooning beschreibt einen in den 1920er Jahren mit der Entwicklung des Mikrofons entstandenen Gesangsstil der populären Musik, dessen vorwiegend männliche Repräsentanten als Crooner bezeichnet werden.  Das Crooning zeichnet sich durch die Intimität und Wärme der Stimme aus und wurde anfangs stark erotisch konnotiert. Bekannte Vertreter des Stils sind Bing Crosby, Frank Sinatra und Charles Aznavour.

## Begriff

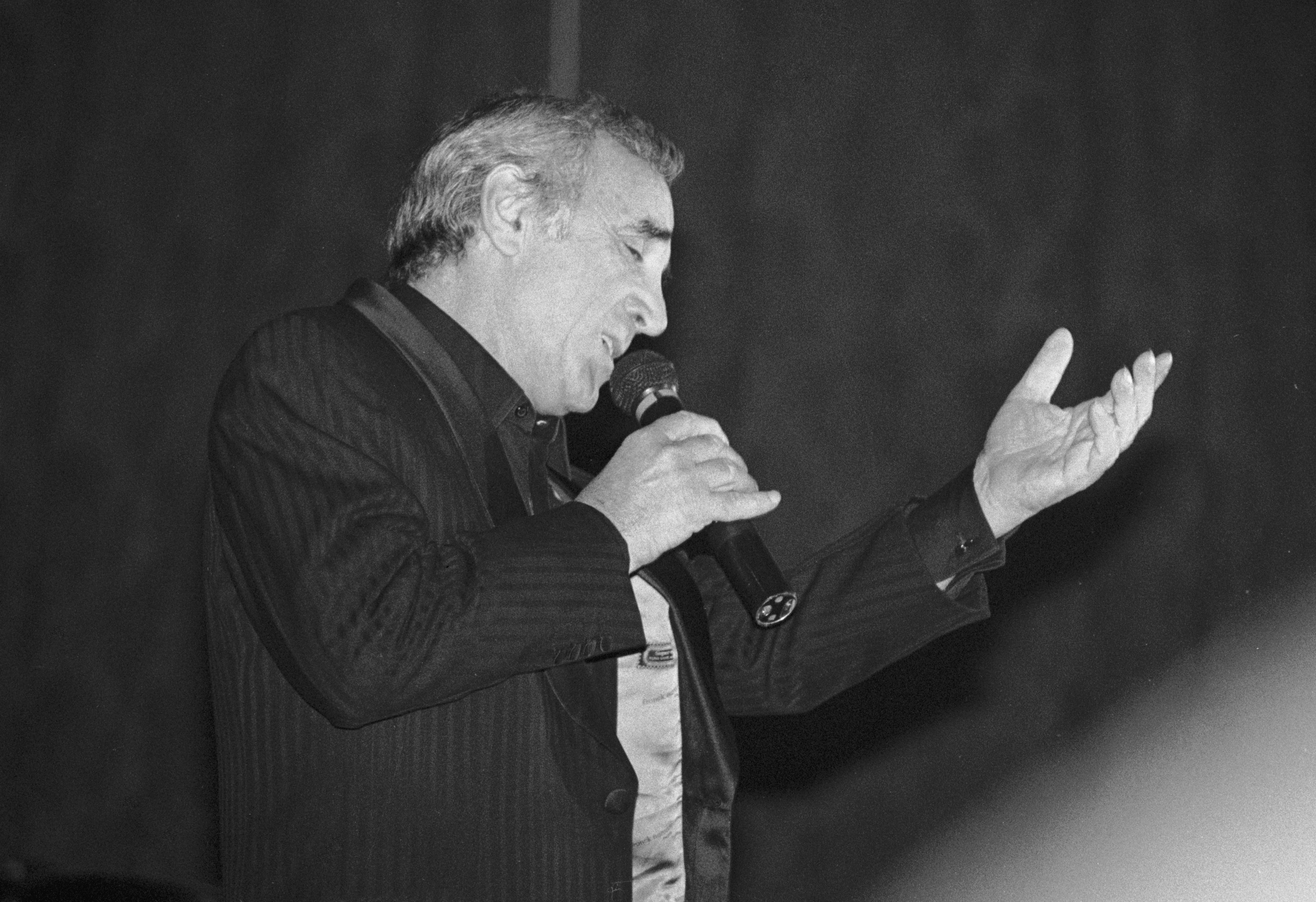
Charles Aznavour beim Crooning

Die Bezeichnung Crooning ist von dem im Schottischen wurzelnden Wort croyne (lautes, tiefes Getöse) abgeleitet. Aus croyne wurde croon, womit ein sanftes, murmelndes Geräusch bezeichnet wird. Im ausgehenden 19. und frühen 20. Jahrhundert wurde der Begriff mit Wiegenliedern assoziiert, in den USA insbesondere mit denen der „Black Mammies“. In diesem Sinne ist auch die Wendung „croon a tune“ in Al Jolsons Rockabye Your Baby with a Dixie Melody zu verstehen.

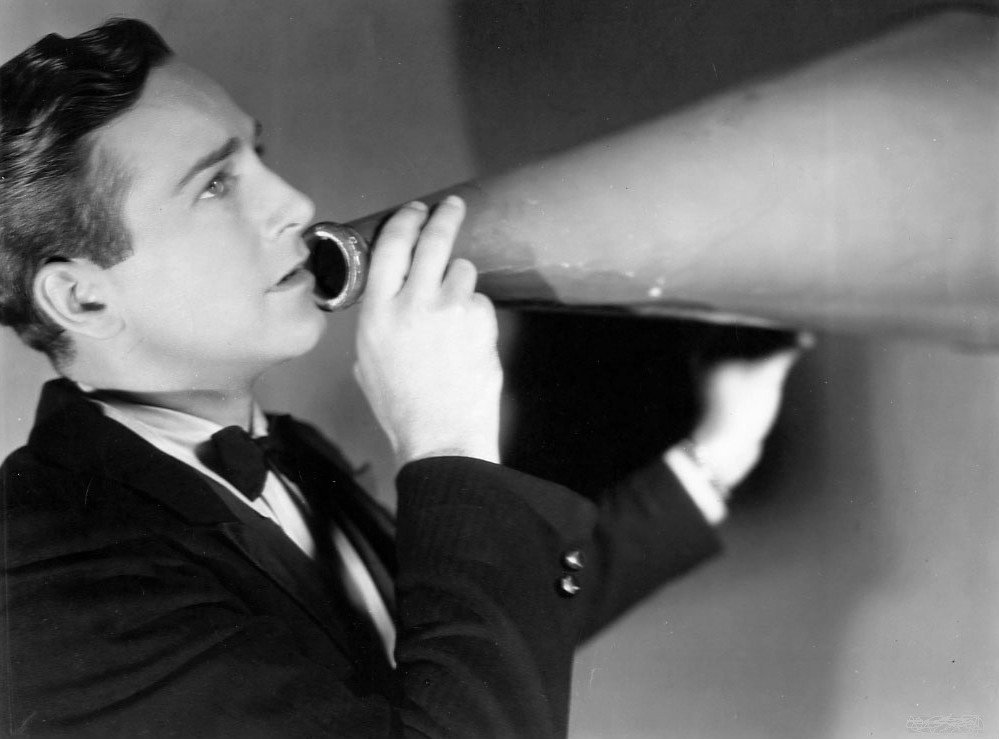
David Manners in dem Film The Crooner (1932)

Um 1930 etablierte sich schließlich die gegenwärtige Verwendung von Crooning als Bezeichnung für einen vorwiegend durch männliche Sänger repräsentierten weichen Gesangsstil, der im Zuge der gesangstechnischen Anpassung an die spezifischen Anforderungen des Mikrofons entstand. Das Kohlemikrofon wird elektromechanisch betrieben und löste rein mechanisch arbeitende Schalltrichter mit innenliegenden Membranen ab, in die man relativ laut hineinsingen musste. 1932 erschien eine Komödie des amerikanischen Regisseurs Lloyd Bacon mit dem Titel The Crooner, bei dem ein New Yorker Saxophonist eine Karriere als Sänger startet, nachdem man ihn darum bat, mit seiner tiefen Stimme in ein Sprachrohr zu singen.
Ein Kulturkritiker der Londoner Times beschrieb das Crooning 1936 so:
„Während sich die Zweisamkeit der Geschlechter über die Jahrtausende nicht ändert, hat das populäre Liebeslied seltsamerweise seinen Ton geändert. Das alte Liebeslied war selbstbewusst und stark, selbst, wenn es höchst zart war; der moderne Crooner umwirbt [die Geliebte dagegen] mit einem Impuls des Selbstmitleids.“

## Entstehungsbedingungen und Charakteristika
Die Möglichkeit der Verstärkung via Mikrofon veränderte die gesangstechnischen Anforderungen an die Sänger der 1920er Jahre grundlegend. Die am klassischen Gesang orientierten Bühnenstimmen der Belters waren zu laut für das neue Medium. Als ideal für das Mikrofon erwies sich dagegen eine Gesangsstimme, die in einem unangestrengten, freundlichen Gesprächstonfall daherkam, „an everyday, casual, off-the-street and into-your-living-room voice“. Der zurückhaltende, teils kraftlos wirkende stimmliche Umgang mit Rhythmen und Tönen stellt das prägnanteste Merkmal des Croonings dar. So zeichnen sich die Songs der Crooner durch einen geringen Tonumfang, gleitende Tonfolgen und geringe dynamische Schwankungen aus. Ein weiteres Merkmal ist das Singen auf Konsonanten.
Während sich einige Sänger der Anpassung an die neuen technischen Gegebenheiten verweigerten, verhalf das Mikrofon anderen, zuvor durchschnittlich erfolgreichen Beltern wie Frank Crumit und Gene Austin zum Durchbruch. Wieder anderen, genannt sei hier „Whispering“ Jack Smith, gelang erst durch die Möglichkeit der Verstärkung der Einstieg in das Gesangsgeschäft. Mit zunehmender Bekanntheit veränderte sich auch der Charakter der gecroonten Songs. So repräsentierten „Whispering“ Jack Smith, Art Gillham und „Little“ Jack Little als Crooning-Pioniere noch eine recht eigenwillige, von komischen Elementen getragene Spielart, wohingegen Rudy Vallée dem Crooning Sex-Appeal verlieh. Im Anklang an seinen großen Erfolg beim weiblichen Publikum gilt er als der erste „Swooner-Crooner“.
Bing Crosby machte das Crooning schließlich für breite Publikumsschichten zugänglich. An die Stelle des gefühlsbetonten, zuweilen melodramatischen Sounds der Swooner-Crooner traten beschwingte Songs mit Easy-Listening-Charakter. Crosbys tiefes Timbre, sein Arbeiterhintergrund und die Männlichkeit, die er ausstrahlte, sorgten dafür, dass sich auch männliche Hörer mit seiner Musik identifizieren konnten.

## Zeitgenössische Rezeption
Während die Crooner vom Publikum – insbesondere vom weiblichen Hörerkreis – großen Zuspruch erhielten, blieb die Presse angesichts der zu schwach und insgesamt irritierend untrainiert wirkenden Crooning-Stimmen kritisch. Sogar in seiner Glanzzeit blieb das Crooning mit einigen negativen Konnotationen behaftet. So wurde die Gesangstechnik von Kritikern als unmännlich, jaulend oder exzessiv sentimental empfunden. Der Sound des Croonings wurde wegen der Notwendigkeit  der elektrischen Verstärkung mitunter als unnatürlich und unaufrichtig empfunden. Technische „Unehrlichkeit“ war in diesem Zusammenhang für die Kritiker gleichbedeutend mit emotionaler Unehrlichkeit. Trotz negativer Medienresonanz waren Crooning-Songs in den Vereinigten Staaten bis Mitte der 1950er Jahre die dominierende Form der Unterhaltungsmusik.
In der Retrospektive wird dem Crooning vor allem im Hinblick auf die Veränderung des Verhältnisses zwischen Interpret und Hörer Bedeutung beigemessen. So wird der Stil als die erste „intime“ Gesangsform der populären Musik identifiziert. Während die anderen bis dato vorherrschenden Stile für den Hörkonsum im öffentlichen Raum konzipiert waren, brachte der Hörfunk die Stimmen der Crooner in den privaten Raum der Hörer. Crooning erzeugte den Eindruck einer direkten Kommunikation zwischen dem Sänger und dem einzelnen Hörer. Die Möglichkeit der massenmedialen Verbreitung via Hörfunk sorgte zudem dafür, dass die frühen Crooner zu den ersten nationalen Superstars der Popmusik wurden.

### Der frühe Crooning-Stil

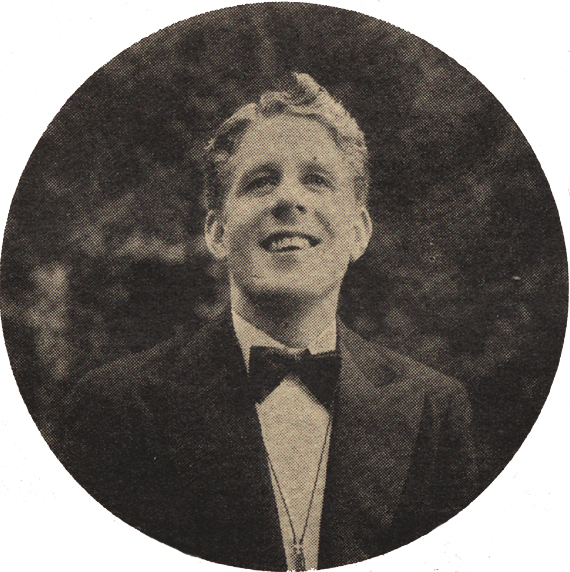
Rudy Vallée

Das Crooning der 1920er Jahre fand seine unbestrittenen Stars in der Troika von Al Jolson, Rudy Vallée und Bing Crosby. Gerade bei Letzterem sollte man bedenken, dass Crosbys Stil der damaligen Zeit so gut wie nichts mit der Klanglichkeit seiner späteren Karriere zu tun hat. Dass der Sänger von White Christmas dieselbe Person sein sollte wie derjenige, der Songs der Tin Pan Alley in ihren ursprünglichen, für moderne Ohren sehr sentimentalen Versionen popularisierte, ist schwer nachvollziehbar.
Jolson, Vallee und Crosby dominierten die Popmusik im weißen Amerika des Jazz Age so vollständig, dass über dieses Phänomen sogar parodistische Songs geschrieben wurden. Dass diese Musik nur im oberflächlichsten Sinne Jazz-Elemente enthielt, war dem breiten Publikum kaum bewusst – bekanntlich verkörperte Jolson 1927 im ersten bedeutenderen Tonfilm einen Jazz Singer, obgleich seine stilistische Heimat eindeutig im Musical- und Vaudeville-Bereich lag.
Auch in Europa fand der Stil seine Nachahmer. Im Deutschland der Zwischenkriegszeit übernahmen die meisten Schlagersänger in Ansätzen diese Ästhetik; bekannte Exponenten sind Harry Frommermann von den Comedian Harmonists, Willy Fritsch oder Rudi Schuricke. Ansatzweise ist heute auch Max Raabe dieser Tradition zuzurechnen, obwohl er den Stil teilweise satirisch überzeichnet.

### DieFalsetto Crazeder 1930er Jahre
Aufgrund des kommerziellen Erfolgs dieses Stils beim weißen Publikum übernahmen auch schwarze Musiker, die dem Jazz wesentlich enger verbunden waren, das Crooning, was man sogar in einigen Aufnahmen von Louis Armstrong aus dieser Zeit hören kann (z. B. im Vokal-Refrain des durch sein Trompetensolo berühmten West End Blues). Schwarze Sänger waren es auch, die die „Tenorlastigkeit“ des Stils noch übersteigerten und dadurch in den frühen 1930er Jahren eine kurzfristige Mode der Falsett-Stimmen auslösten. In der Big Band von Jimmie Lunceford übernahm z. B. der Saxophonist Dan Grissom diese Gesangsparts; auch in Andy Kirks Twelve Clouds Of Joy gab es zahlreiche Vokal-Arrangements in dieser Machart. Inwieweit solchen Interpretationen eine parodistische Motivation zugrunde liegt – was man beim Hören der Aufnahmen mit einigen Jahrzehnten Abstand durchaus vermuten könnte –, ist kaum mehr nachprüfbar.

### Stilwandel durch Frank Sinatra
Das Crooning im modernen Sinne ist untrennbar verbunden mit dem Namen Frank Sinatras. Er wurde 1940 der Boy Singer des Tommy-Dorsey-Orchesters und revolutionierte mit seiner Bariton-Stimme die Ästhetik des männlichen Gesangs in der Popularmusik. Sinatras neues Crooning  wirkte auch dadurch so aufreizend auf sein junges weißes Publikum, weil er in relativ starkem Maße jazzmäßig phrasierte und artikulierte. In der Folge passte sogar Bing Crosby, der ursprünglich Sinatras Idol gewesen war, seinen Gesang an das neue Stimmideal an.
Im Lauf der vierziger und fünfziger Jahre verfeinerte Sinatra seinen Stil zu einer Mischung jazziger Elemente und gewisser Zugeständnisse an den jeweiligen Zeitgeschmack, mit dem er weltberühmt wurde. Erst mit dem Aufkommen des Rock ’n’ Roll relativierte sich Sinatras Dominanz unter den männlichen Sängern; dennoch blieb der von ihm geprägte Sound bis heute eine wichtige Inspiration für viele populäre Sänger, darunter z. B. Dean Martin, Sammy Davis Jr., Tony Bennett und Bobby Darin.
In einem gewissen Ausmaß wirkte Sinatras Erfolg auch wieder zurück in den engeren Bereich des Jazz, wo Sänger wie Billy Eckstine oder Johnny Hartman Elemente der Stilistik ihres weißen Kollegen übernahmen. Der Saxophonist Lester Young bezeichnete Sinatra in den späteren Jahren seiner Karriere als seinen wichtigsten künstlerischen Einfluss, von Miles Davis sind ähnliche Aussagen überliefert. Hieran mag wiederum bemerkenswert sein, dass Young von Marvin Gaye als entscheidende Inspiration genannt wird, als er seinem Soul-Gesang eine stark vom Crooning geprägte Färbung zu geben begann.
Elemente des älteren und des modernen Crooning finden sich bei etlichen, stilistisch recht verschiedenen Sängern, denen gemeinsam ist, dass sie über eine weniger „volltönende“, technisch etwas unausgebildete Tenorstimme verfügen und sie über den Umweg über ihr Hauptinstrument zum Gesang kamen, z. B. dem (weißen) Jazz-Trompeter Chet Baker, seinem (schwarzen) Pianistenkollegen Nat „King“ Cole oder dem brasilianischen Gitarristen João Gilberto.
Gegenwärtig (2007) wird der Stil von Künstlern wie Louie Austen, Harry Connick, Michael Bublé, Tom Gaebel, Juliano Rossi, Jamie Cullum, Adam Green und Mario Biondi gepflegt.